# El abismo del olvido
El abismo del olvido es una novela gráfica del historietista Paco Roca y del periodista Rodrigo Terrasa. publicada en España en 2023.

## Sinopsis
El cómic, basado en hechos reales, empieza con la exhumación en 2021 de víctimas del franquismo de una fosa común en el cementerio de Paterna (Comunidad Valenciana). Cuenta la historia de José Celda, un republicano fusilado por los franquistas en 1940, y la lucha de su hija, Pepica Celda, que más de 70 años después, consigue recuperar los restos de su padre y restaurar su dignidad.
La lucha de Pepica se entrelaza con la figura de Leoncio Badía, un joven republicano que, condenado a trabajar como sepulturero en el cementerio de Paterna, se dedicó en secreto a localizar y dignificar las tumbas de los represaliados, ocultando mensajes entre los restos, con la esperanza de que algún día se pudiera hacer justicia.

## Creación y trayectoria editorial
El abismo del olvido narra la búsqueda de justicia y memoria histórica en España. 
A través de la colaboración con el periodista Rodrigo Terrasa, que aporta la documentación y las ideas para el proyecto, Paco Roca cuenta una historia de lucha contra el olvido, de resistencia y de una España que sigue rota por los crímenes del franquismo. 

## Valoración y premios
El cómic ha gozado de una amplia cobertura mediática y su recepción crítica fue positiva, recompensado por varios premios:
- Premio ACDCómic[5] a la mejor obra nacional en 2023
- Premio Antifaz Cómic[6] a la mejor obra nacional en el Salón del Cómic de Valencia en 2023
- Premio Splash Sagunt[7] a la mejor obra nacional en 2024